# Chulluncunayoc
 Chulluncunayoc (posiblemente del quechua chhullunku, chhullunka, carámbano / hielo, sufijos -na, -yuq )  es una montaña en los Andes del Perú, a unos 4800 metros (15 748 pies) de altura. Se encuentra en la región de Cusco, provincia de Calca, distrito de Calca, al este de la cordillera de Urubamba . Chulluncunayoc está situado al noreste de Ccerayoc y Pachacútec y al suroeste de Yanacaca (posiblemente de quechua para "roca negra").